# نوريو-فولونيا (آن)
نوريو-فولونيا (بالفرنسية: Nurieux-Volognat)‏ هي بلدية فرنسية تقع في إقليم الآن في فرنسا. رمز إنسي لها هو:1267. أما الرمز البريدي لها فهو: 1460.